# Gary Moore
Robert William Gary Moore, född 4 april 1952 i Belfast, död 6 februari 2011 i Estepona, var en brittisk (nordirländsk) sångare och gitarrist.

## Karriär
Moore spelade i ett flertal genrer, som blues, rock och hårdrock. Under sina nästan 40 år som soloartist släppte Moore fler än 20 fullängdsalbum. Och de sista 20 åren var det bluesen som var Moores största kärlek.
Karriären började 1969, då den endast 16 år gamla Moore blev gitarrist i bandet Skid Row, där Phil Lynott var sångare. Lynott fick sparken från bandet samma år och bildade i stället Thin Lizzy som sedan blev framgångsrika. Efter att även Moore lämnat Skid Row anlitade han trumslagaren Pearse Kelly och basisten John Curtis och bildade The Gary Moore Band, vars album Grinding Stone släpptes 1973. 
När Thin Lizzys gitarrist Eric Bell lämnade bandet hoppade Gary Moore in några månader 1974 och spelade på låten Still in Love with You på albumet Nightlife. Mellan åren 1976 och 1977 medverkade Moore på tre album med ett jazz-rock fusion band, Collosseum II, tillsammans med bland annat keyboardisten Don Airey. Moore spelade också på albumet Variations av Andrew Lloyd Webber som släpptes i januari 1978.
Phil Lynott var med och skrev, och sjöng på balladen Parisienne Walkways, som hamnade på topp 10 på UK Singles Chart. Låten avslutade Gary Moores soloalbum Back on the Streets, och Moore värvades återigen till Thin Lizzy och ersatte Brian Robertson, och spelade in albumet Black Rose: A Rock Legend. Den 4 Juli 1979 spelade Thin Lizzy inför 60 000 i Oakland. Det skulle bli Gary Moores sista spelning med bandet. Han flyttade därefter till Los Angeles och spelade in ett studioalbum med det kortlivade bandet G-Force 1980. Moore hade runt samma period även spelat in hårdrockalbumet Dirty Fingers, tillsammans med Don Airey, Tommy Aldridge, Jimmy Bain och sångaren Charlie Hahn, men albumet släpptes inte i Europa förrän några år senare. Moore samarbetade även i projekt med både Cozy Powell och Greg Lake. 
Moore släppte sedan hårdrockalbumen Corridors of Power och Victims of the Future där bland annat trumslagaren Ian Paice medverkade.
Året 1984 fick Moore en singelhit med en nyinspelning av balladen Empty Rooms som kom med på albumet Run for Cover. Där fanns också låten Out in the Fields som spelades in med Phil Lynott, som även den blev en singelhit 1985. Det skulle bli det sista samarbetet mellan Moore och Lynott.
Den 7 juni 1986 var Gary Moore förartist åt rockbandet Queen på Råsundastadion. Moore spelade i Sverige regelbundet, och hans sista konsert i Sverige blev på Sweden Rock Festival den 11 juni 2010.
Med singelhiten Over the Hills and Far Away från studioalbumet Wild Frontier som släpptes i mars 1987 kombinerade Moore irländsk folkmusik med klassisk hårdrock. Låten Johnny Boy från samma album är tillägnad hans vän Phil Lynott som hade avlidit i januari 1986. I januari 1989 släpptes After The War som blev Gary Moores sista hårdrockalbum. Ozzy Osbourne sjöng på låten Led Clones.
Därefter influerades åter Gary Moores spel av den klassiska blues han en gång startat med på 1970-talet, och fick hans största kommersiella framgång med blueslåten Still Got the Blues och albumet som släpptes i mars 1990, där även musiker som George Harrison och Albert King medverkade.
Moore var kusin till sångerskan Linda Martin som vann Eurovision Song Contest 1992.
Gary Moore fortsatte att släppa flera blues-inspirerade album resten av hans karriär. I maj 1994 släpptes albumet Around the Next Dream, som trion BBM, bestående av Moore, Jack Bruce och Ginger Baker. I maj 1995 släppte Moore Blues For Greeny, som var ett hyllningsalbum till sin idol Peter Green. På hösten 2002 släpptes albumet Scars, som var en trio bestående av Moore, tillsammans med Primal Screams trumslagare Darrin Mooney och basisten Cass Lewis från Skunk Anansie. De spelade på Hovet den 3 oktober samma år som förband åt ZZ Top. Den 22 september 2008 släpptes Moores sista studioalbum Bad For You Baby innan han avled 2011.

## Död
Moore avled i sömnen till följd av en hjärtattack den 6 februari 2011 under en resa till Estepona i Spanien med sin flickvän. Paret bodde på Kempinski Hotel. Moore hade på kvällen friat till henne. Personalen gratulerade paret, som sedan drog sig tillbaka till sitt rum.

## Diskografi
- 1973 – Grinding Stone (The Gary Moore Band)
- 1978 – Back on the Streets
- 1980 – G-Force (med bandet G-Force)
- 1982 – Corridors of Power
- 1983 – Dirty Fingers (Inspelat 1980)
- 1984 – Victims of the Future
- 1985 – Run for Cover
- 1987 – Wild Frontier
- 1989 – After The War
- 1990 – Still Got the Blues
- 1992 – After Hours
- 1994 – BBM - Around the Next Dream
- 1995 – Blues for Greeny
- 1997 – Dark Days in Paradise
- 1999 – A Different Beat
- 2001 – Back to Blues
- 2002 – Scars (med bandet Scars)
- 2004 – Power of the Blues
- 2006 – Old New Ballads Blues
- 2007 – Close As You Get
- 2008 – Bad For You Baby

### Livealbum och Samlingsalbum
- 1982 – Live at the Marquee
- 1984 – We Want Moore
- 1986 – Rockin' Every Night Live in Japan
- 1987 – Parisienne Walkways
- 1992 – Spanish Guitar - Best
- 1993 – Blues Alive
- 1994 – Ballads & Blues 1982 - 1994
- 1998 – Out in the Fields - The Very Best of Part 1
- 1999 – Blood of Emeralds - The Very Best of Part 2
- 2002 – Have Some Moore - The Best Of
- 2003 – Live at Monsters of Rock
- 2006 – The Platinum Collection - Rock, Blues and Live 3 disc set